# Středoamerický parlament
Středoamerický parlament (španělsky Parlamento Centroamericano, zkratka PARLACEN) je mezistátní politická instituce. Jejím posláním je prohlubování spolupráce mezi jednotlivými středoamerickými zeměmi a jejich integrace.
Parlament byl založen v roce 1991, má sídlo ve městě Ciudad de Guatemala. Parlament je zapojený do projektu Středoamerický integrační systém, který zaštituje většinu středoamerických integračních snah.
Zúčastněné státy jsou:
- Honduras
- Salvador
- Nikaragua
- Guatemala
- Dominikánská republika
- Panama

Celkový počet poslanců ve volebním období 2016 až 2021 je 120 osob. Status pozorovatele mají Mexiko, Venezuela, Portoriko, Tchaj-wan a Maroko.

## Struktura
Středoamerický parlament má 3 orgány:
- Plenární shromáždění (španělsky Asamblea Plenaria)
- Správní rada (Junta Directiva)
- Sekretariát (Secretariado)